# Убальдо (епископ Сабины)
Убальдо (Ubaldo, также известный как Ubaldus) — католический церковный деятель XI века., первый кардинал-епископ Сабины. Участвовал в выборах папы Григория VII (1073), Виктора III (1086) и Урбана II (1088).